# Danza de péndulos
La danza de péndulos es un fenómeno que consiste en el efecto óptico que se produce en un juego de péndulos simples de longitudes diferentes y no acoplados, cuando se dejan libres partiendo de la misma posición lateral. Los péndulos dibujan una serie de ondas que cambian en el tiempo para repetirse al terminar cada ciclo.
Estos péndulos no acoplados (independientes unos de otros) producen el efecto óptico de ondas que cambian con el tiempo. Se dice efecto óptico, ya que estas ondas no transportan energía, como realmente lo hacen las ondas, por ejemplo las olas del mar al llegar a la costa. Este es un ejemplo de comportamiento colectivo que se presenta cuando una señal continua es examinada sólo en puntos concretos de su eje.
Otro ejemplo de comportamiento colectivo es el efecto estroboscópico. La este caso el movimiento colectivo surge cuando una señal continua es examinada en determinados momentos discretos del tiempo. El efecto óptico se produce al iluminar mediante destellos un objeto que se mueve de una forma rápida y periódica. El objeto se ve en movimiento lento, hacia adelante o hacia atrás, según la frecuencia de destellos sea inferior o superior a la del movimiento del objeto. Esto se observa, a veces, cuando visualizamos en el cine el movimiento de las ruedas de los trenes o coches. 
Estos efectos ópticos no tienen posibilidad de dar información de la función continua que subyace a lo largo de todos los puntos del eje en el caso de los péndulos, o en cada uno de los instantes, en el caso del movimiento del objeto.

## Condiciones que deben cumplir los péndulos para que se origine la danza
- Estar separados entre sí una misma distancia d. Este valor es arbitrario. Se puede elegir el mínimo, para que los péndulos no choquen entre sí.
- Hacer un número entero consecutivo de oscilaciones,  N+n  (n=0,1, 2,… hasta un número arbitrario), en un tiempo T (ciclo de la danza). Este tiempo T tiene que ser significativamente mayor que el periodo de cada péndulo individual. Fijados los valores N y T, queda definida cómo va a ser la danza.

## Características de esta danza
Para cualquier tiempo t1 a lo largo de un ciclo de la danza con periodo T, t1=T/z, se cumple:
- Cada péndulo hace (N+n)/z oscilaciones, por lo que se desplaza 1/z de oscilación respecto de la posición del péndulo anterior.
- La longitud de onda de las ondas lineales que se forman es zd, con z+1 péndulos entre cresta y cresta.
- Se forman z ondas independientes con los péndulos que están en fase, es decir, separados por zd.
- Se produce simetría en la forma de las ondas para el tiempo t2=T-t1, donde la onda avanza en sentido contrario.